# Primal Fear (álbum)

Primal Fear: Es el álbum debut de la banda Alemana Power metal Primal Fear el disco habla de ambición, violencia, libertad, egocentrismo, mentira.

Lista de canciones 
1. . Primal Fear
2. . Chainbreaker
3. . Silver and Gold
4. . Promised Land
5. . Formula One
6. . Dollars
7. . Nine Lives
8. . Tears of Rage
9. . Speed King
10. . Battalions of Hate
11. . Running in the Dust
12. . Thunderdome

- Datos: Q1935125